# Stanisław Jankowski (1910–1968)
Stanisław Jankowski ps. Jankiel, Sęp (ur. 29 sierpnia 1910 w Jeziornie, zm. 6 czerwca 1968 w Warszawie) – działacz komunistyczny, pułkownik WP, oficer WSW.

## Życiorys
Ukończywszy szkołę podstawową w Jeziornie i 3 klasy szkoły handlowej w Warszawie, w 1925 wstąpił do Związku Młodzieży Komunistycznej (ZMK, później KZMP), sekretarz komórki w Jeziornie. W 1926 brał udział w strajku robotników Mirkowskiej Fabryki Papieru w Jeziornie. Od 1927 pracował w biurze Zakładów Ceramicznych „Pustelnik” w Warszawie, na krótko aresztowany. W 1928 wstąpił do KPP i działał w niej do jej rozwiązania w 1938. 1930–1931 odbył służbę wojskową w 1 pułku artylerii przeciwlotniczej w Warszawie, później do 1934 był urzędnikiem w Komunalnej Kasie Oszczędności (KKO) w Warszawie, zwolniony z pracy za działalność komunistyczną. Od kwietnia 1938 pracował w Elektrowni Okręgowej Warszawa-Podstacja Jeziorna, działacz Związku Pracowników Komunalnych i Instytucji Użyteczności Publicznej. We wrześniu 1939 uczestnik obrony Warszawy, później nadal pracował w elektrowni. 
W 1943 wstąpił do PPR, w 1945 został funkcjonariuszem PUBP w Warszawie, w sierpniu 1945 skierowany do pracy w Delegaturze Ministerstwa Przemysłu w Jeleniej Górze, gdzie był sekretarzem POP i członkiem Komitetu Miejskiego (KM) PPR. Od 1948 instruktor Komitetu Wojewódzkiego (KW) PZPR we Wrocławiu, I sekretarz Komitetu Powiatowego (KP) PZPR w Dzierżoniowie, kierownik Wydziału Personalnego KW PZPR we Wrocławiu, starszy instruktor Wydziału Administracyjnego KC PZPR w Warszawie. W styczniu 1957 skierowany do służby w WP, został zastępcą szefa Oddziału Kadr, a potem sekretarzem Komitetu Partyjnego Szefostwa WSW. W czerwcu 1967 przeniesiony do rezerwy w stopniu pułkownika. Członek Komisji Historycznej przy KP PZPR w Piasecznie i zespołu historycznego przy Warszawskich Zakładach Papierniczych w Jeziornie. Był odznaczony m.in. Krzyżem Kawalerskim Orderu Odrodzenia Polski.